# Robert Stack
Robert Stack (født Charles Langford Modini Stack 13. januar 1919, død 14. maj 2003) var en amerikansk skuespiller, sportsmand og tv-vært. Udover at optræde i mere end 40 spillefilm, spillede han i ABC-tv-serien The Untouchables (1959-63), som han vandt 1960 Emmy Award for bedste skuespiller i en dramaserie og senere vært vært for Unsolved Mysteries ( 1987-2002). Han blev også nomineret til en Oscar for bedste mandlige birolle for sin præstation i filmen Dårskabens timer (1956).